# Элде
Элде (нидерл. Eelde) — город в общине Тинарло провинции Дренте, Нидерланды. Расположен в 9 км к югу от Гронингена. Возле населённого пункта находится Гронингенский аэропорт Элде.
Элде был отдельной общиной до 1998 года, когда он был объединён с Врисом и Зёйдлареном в общину Тинарло.
В течение XX века селения Элде и Патерсволде объединились в одно, Элде-Патерсволде. В 2012 году в Элде проживало 6660 жителей, а в Патерсволде - 3680 человек, всего 10340 жителей.
Его основными достопримечательностями являются Гронингенский аэропорт Элде, музей De Buitenplaats, ежегодный парад цветов и озеро Патерсволдсемер.